# Matisia bullata
Matisia bullata är en malvaväxtart som beskrevs av Fern.Alonso. Matisia bullata ingår i släktet Matisia och familjen malvaväxter. Inga underarter finns listade i Catalogue of Life.